# Antara Dua Darjat
Pour plus de détails, voir Fiche technique et Distribution.
Antara Dua Darjat (Entre deux castes) est un film singapourien réalisé et interprété par P. Ramlee, sorti le 28 mai 1960. Il est célèbre pour la chanson Getaran Jiwa.

## Synopsis
Ghazali, un musicien local, et ses amis viennent à la rescousse de la Princesse Zaleha lorsque sa voiture se retrouve bloquée dans la boue lors d'un déluge. Elle les invite à se produire à la Villa Anggerik pour sa fête d’anniversaire. Alors qu'elle devient proche de Ghazali et qu'une romance se forme, son père et son demi-frère s'y oppose et lui impose de rester dans la villa. Elle demande alors à son père de pouvoir prendre des leçons de piano avec Ghazali, il accepte sans savoir qu'il est celui qu'elle convoite. Jours après jours, ils deviennent très liés, mais ils vont être très vite séparés quand son père s'en rend compte. Ghazail est battu jusqu'à l'évanouissement. Zaleha est ramenée à Singapour et est forcée d'épouser le Prince Mukri. 
Quelques années plus tard, Mukri et Zaleha retournent à la villa Anggerik, à la surprise de Ghazali qui la croyait morte. Alors qu'elle ne le reconnait pas, il se demande s'il est en train de rêver ou s'il a affaire à sa sœur jumelle... 

## Fiche technique
- Réalisation : P. Ramlee
- Musique : P. Ramlee
- Lyrics : S. Sudarmaji
- Montage : HR Narayana et KK Ram (assistant)
- Photo : A. Bakar Ali
- Son : Kam Shin Boon
- Distribution :  Shaw Brothers Ltd.
- Pays :  Singapour
- Langue : malais
- Format : Noir et blanc
- Date de sortie : 1960

## Distribution
- P. Ramlee : Ghazali
- Saadiah : Tengku Zaleha
- S. Kadarisman : Tengku Mukri
- S. Shamsuddin : Sudin
- Yusof Latiff : Tengku Aziz
- Ahmad Nisfu : Tengku Karim
- Kuswadinata : Tengku Hasan
- Rahimah Alias : Yang Chik
- Ali Fiji : Ali
- Aini Jasmin : Putih
- Mustarjo : Wak Parjo
- Kassim Masdor : Kassim
- S. Sudarmaji : Maji